# Josef Baur
Josef Baur (* 25. Januar 1857 in Oberstadion; † 26. April 1927 in Biberach an der Riß) war ein deutscher Verwaltungsbeamter.

## Leben
Josef Baur studierte von 1877 bis 1881 Regiminalwissenschaft an der Eberhard Karls Universität Tübingen. Seit 1878 war er Mitglied der katholischen Studentenverbindung AV Guestfalia Tübingen. 1881 legte er die erste und 1882 die zweite höhere Dienstprüfung ab.
Danach war er stellvertretender Amtmann an den Oberämtern Münsingen und Marbach. Anschließend war er von 1883 bis 1888 Amtmann beim Oberamt Marbach und von 1888 bis 1892 beim Oberamt Esslingen. Von 1892 bis 1894 war Kollegialhilfsarbeiter bei der Regierung des Neckarkreises in Ludwigsburg. 1894 wurde er Oberamtsverweser und 1895 Oberamtmann des Oberamts Neresheim. Von 1899 bis 1914 war er Oberamtmann des Oberamts Riedlingen und von 1914 bis 1924 des Oberamts Biberach. 1924 trat er in den Ruhestand.

## Auszeichnungen
- 1909 Karl-Olga-Medaille in Silber
- 1909 Ritterkreuz 1. Klasse des Friedrichs-Ordens
- 1911 Silberne Hochzeitsmedaille